# Cantalupo in Sabina
Cantalupo in Sabina es una localidad italiana de la provincia de Rieti, región de Lacio, con 1.726 habitantes.

## Evolución demográfica
| Gráfica de evolución demográfica de Cantalupo in Sabina entre 1861 y 2001 |
|                                                                           |
| Fuente ISTAT - Elaboración gráfica por parte de Wikipedia                 |